# Sergei Jewgenjewitsch Naryschkin

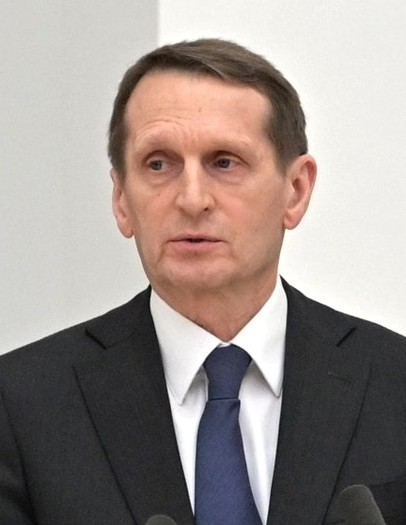
Sergei Naryschkin (2022)

Sergei Jewgenjewitsch Naryschkin (russisch Сергей Евгеньевич Нарышкин; * 27. Oktober 1954 in Leningrad) ist ein russischer Politiker und Chef des russischen Auslandsgeheimdienstes SWR. Vom 13. Mai 2008 bis Dezember 2011 war er Leiter der russischen Präsidialverwaltung und vom 21. Dezember 2011 bis 2016 Vorsitzender der Staatsduma Russlands. Er ist ständiges Mitglied im Sicherheitsrat der Russischen Föderation und Mitglied des Oberen Rates der Partei „Einiges Russland“. Er bekleidet den Rang eines Wirklichen Staatsrats 1. Klasse der Russischen Föderation.

## Leben
Sergei Naryschkin wurde am 27. Oktober 1954 in Leningrad (heute Sankt Petersburg) geboren. Er absolvierte 1978 die Leningrader Mechanische Hochschule (Fachrichtung Ingenieur-Mechaniker) und schloss ein Zweitstudium als Diplom-Ökonom an der Petersburger Internationalen Hochschule für Management ab. Ab 1982 war Naryschkin als Prorektorgehilfe an der Leningrader Polytechnischen Hochschule tätig.
Im März 2014 setzten sowohl die US-amerikanische Regierung wie auch die EU Naryschkin auf eine Sanktionsliste infolge der Ukraine-Krise. Naryschkin ist daher die Einreise in die Vereinigten Staaten sowie in die Mitgliedstaaten der EU verboten.
Sergei Naryschkin spricht fließend Englisch und Französisch. Er ist verheiratet und hat zwei Kinder, einen Sohn und eine Tochter. Sein Sohn Andrei kaufte sich für einen Betrag von 360.000 € ein sogenanntes „Goldenes Visum“ in Ungarn und darf sich seitdem frei im europäischen Schengen-Raum bewegen.

## Politische Karriere
Naryschkin wurde 1982 Offizier im Wirtschaftsrat in der Botschaft der UdSSR in Belgien. Einigen Berichten zufolge soll er in den 1980er Jahren zusammen mit Wladimir Putin an der KGB-eigenen Hochschule studiert haben. Wie Putin arbeitete auch Naryschkin in der St. Petersburger Stadtverwaltung. 1990 ernannte man ihn zum Leiter des Ausschusses für wirtschaftliche Entwicklung und 1992 zum Leiter der Abteilung für Außenwirtschaftliche Beziehungen beim Komitee für Wirtschaft und Finanzen in der Petersburger Stadtverwaltung.
Im Jahr 1995 wurde er Leiter der Abteilung für Ausländische Investitionen der Promstroibank in St. Petersburg und 1997 Leiter der Investitionsabteilung der Leningrader Regionalregierung, 1998 Vorsitzender des Komitees für außen- wirtschaftliche und internationale Beziehungen bei der Leningrader Gebietsregierung und im Februar 2004 Stellvertretender Leiter der Wirtschaftsverwaltung des Präsidenten; bereits einen Monat später ernannte man ihn zum stellvertretenden Leiter des Stabes der russischen Regierung und am 13. September 2004 zum Leiter des Stabes der russischen Regierung mit dem Rang eines Ministers, der die Kommission für internationale humanitäre und technische Hilfe sowie die Kommission für Ausbildung von Führungskräften für die Volkswirtschaft leitet.
Am 15. Februar 2007 wurde Naryschkin Stellvertretender Ministerpräsident, am 13. Mai 2008 Leiter der Präsidialverwaltung, am 21. Dezember 2011 Vorsitzender der Staatsduma mit dem Amtsvorgänger Boris Gryslow und am 5. Oktober 2016 schließlich Direktor des Auslandsnachrichtendienstes SWR.
Wenige Tage vor dem russischen Überfall auf die Ukraine im Februar 2022 sorgte Naryschkin für internationale Beachtung, weil er bei einer öffentlichen Sitzung des Sicherheitsrates sichtlich zitterte, stotterte und sich versprach, als Putin ihn zur Anerkennung der „Volksrepubliken“ Luhansk und Donezk befragte. Putin kanzelte dabei den SWR-Chef „oberlehrerhaft“ ab. Das Ereignis wurde im streng kontrollierten russischen Staatsfernsehen als Aufzeichnung ausgestrahlt, was von Beobachtern als gewollte Herabsetzung von Naryschkin durch Putin gewertet wurde.

## Haltung
Naryschkin ist Vorsitzender der Russischen Historischen Gesellschaft. 2011 beauftragte ihn Putin, eine Kommission zur Erstellung eines neuen Geschichtsbuches zu leiten, das Putins Geschichtsbild weitergeben sollte. Nach Einschätzung der Tagesschau spielt er eine wichtige Rolle bei der Instrumentalisierung der russischen Geschichte für die Rechtfertigung der Kriegspolitik. Vor der Invasion der Ukraine hatte sich Naryschkin dafür ausgesprochen, dem Westen „eine letzte Chance“ zu geben sowie Druck auf Kiew auszuüben.

## Sanktionen
Im Jahr 2014 wurde er im Zuge der Annexion der Krim auf eine Sanktionsliste der Vereinigten Staaten gesetzt und ebenso im April 2022.

## Auszeichnungen
- Medaille zum Orden für Verdienste ums Vaterland II. Klasse (11. März 2003)
- Orden der Ehre (27. Oktober 2004)
- Verdienstorden für das Vaterland IV. Grad (4. Juni 2008)
- Orden der Völkerfreundschaft (2009)
- Russischer Orden der Heiligen Anna I. Grad (2009)
- Ritter der Ehrenlegion (Frankreich)
- Alexander-Newski-Orden (27. Oktober 2014)